# 아미노아실-tRNA

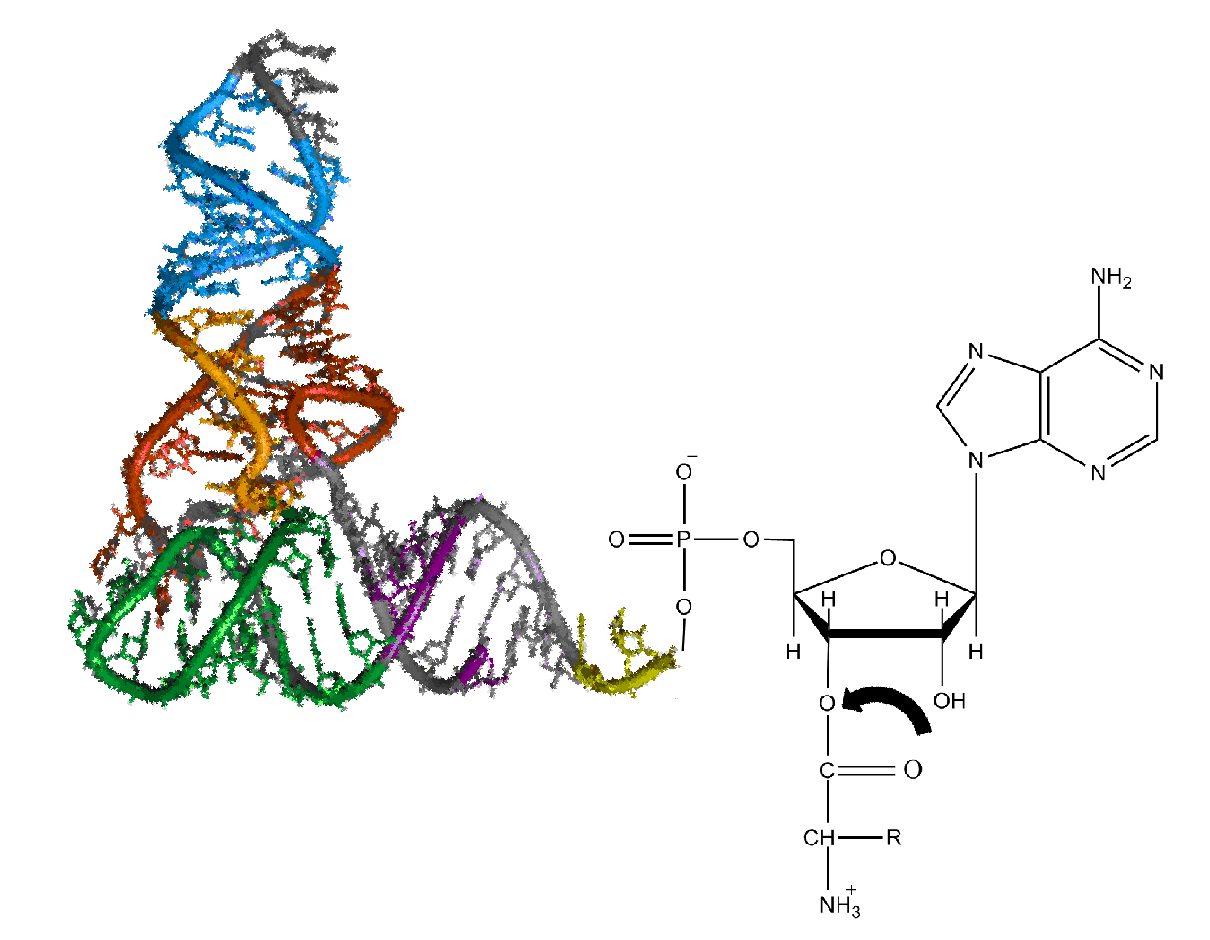
화살표 위에 tRNA가 있고 화살표 아래에 일반 아미노산이 있는 아미노아실-tRNA. 대부분의 tRNA 구조는 단순하고 다채로운 공-막대 모델로 표시된다. 말단 아데노신과 아미노산은 구조식으로 표시된다. 화살표는 아미노산과 tRNA 사이의 에스터 결합을 나타낸다.

아미노아실-tRNA(영어: aminoacyl-tRNA)는 아미노산이 화학적으로 결합된(하전된) tRNA이다. aa-tRNA, 하전된 tRNA(영어: charged tRNA)라고도 한다. 아미노아실-tRNA는 특정 신장인자와 함께 번역 중에 생성되는 폴리펩타이드 사슬로의 통합을 위해 아미노산을 리보솜으로 전달한다.
아미노산 단독으로는 생장하는 폴리펩타이드 사슬 내에서  펩타이드 결합을 형성하는 데 필요한 기질이 아니다. 대신, 아미노산은 각각의 아미노아실-tRNA를 형성하기 위해 tRNA로 하전되거나 아미노아실화되어야 한다. 모든 아미노산에는 고유한 특정 아미노아실-tRNA 합성효소가 있으며, 이는 tRNA에 특이적인 즉, "동족(cognate)"인 tRNA와 화학적으로 결합하는 데 사용된다. tRNA와 동족 아미노산의 짝지음은 tRNA의 안티코돈과 일치하고 차례로 mRNA의 코돈과 일치하는 특정 아미노산만 단백질 합성 중에 사용하도록 하기 때문에 중요하다.
잘못된 아미노산이 폴리펩타이드 사슬에 통합되는 번역 오류를 방지하기 위해 아미노아실-tRNA 합성효소는 교정 기능을 가지도록 진화해 왔다. 이러한 메커니즘은 아미노산이 동족 tRNA와 적절하게 짝을 지을 수 있게 한다. tRNA와 아실화가 잘못된 아미노산은 아미노아실-tRNA 합성효소가 가지고 있는 탈아실화 메커니즘을 통해 가수분해된다.
유전 부호의 축퇴로 인해 여러 tRNA는 동일한 아미노산에 대응되지만 다른 안티코돈을 갖게 된다. 어러한 서로 다른 tRNA를 등수용 tRNA(isoacceptor tRNA)라고 한다. 특정 상황에서 비동족(non-cognate) 아미노산이 하전되어 하전이 잘못되거나 아미노아실화가 잘못된 tRNA가 생성된다. 이러한 잘못 하전된 tRNA는 잘못된 단백질 합성을 방지하기 위해 가수분해되어야 한다.
아미노아실-tRNA는 주로 단백질 합성 동안 mRNA와 폴리펩타이드 사이의 중간적인 연결자로서 기능을 하지만, 아미노아실-tRNA는 여러 다른 생합성 경로에서 기능을 갖는 것으로 밝혀졌다. 아미노아실-tRNA는 세포벽, 항생제, 지질 및 단백질 분해를 위한 생합성 경로에서 기질로 기능하는 것으로 밝혀졌다.
아미노아실-tRNA는 지질의 변형 및 항생제의 생합성에 필요한 아미노산의 공여자로서 기능할 수 있는 것으로 이해된다. 예를 들어, 미생물 생합성 유전자 클러스터는 비리보솜 펩타이드 및 기타 아미노산 함유 대사산물의 합성에서 아미노아실-tRNA를 사용할 수 있다.

## 합성
아미노아실-tRNA는 두 단계로 생성된다. 첫 번째 단계는 아미노아실-AMP를 형성하는 아미노산의 아데닐화이다.
아미노산 + ATP → 아미노아실-AMP + PPi
두 번째 단계는 아미노산 잔기가 tRNA로 전달되는 것이다.
아미노아실-AMP + tRNA → 아미노아실-tRNA + AMP
전체적인 순 반응식은 다음과 같다.
아미노산 + ATP + tRNA → 아미노아실-tRNA + AMP + PPi
순 반응은 피로인산(PPi)이 나중에 가수분해되기 때문에 에너지적으로 유리하다. 피로인산의 2분자의 무기 인산(Pi)으로의 가수분해 반응은 에너지적으로 매우 유리하며 다른 두 반응을 유도한다. 이러한 고도의 에너지 방출반응은 해당하는 아미노산에 대해 특이적인 아미노아실-tRNA 합성효소의 내부에서 일어난다.

## 안정성 및 가수분해
아미노아실-tRNA의 안정성에 대한 연구는 tRNA 자체의 서열과는 반대로 아실(또는 에스터) 연결이 가장 중요한 수여인자임을 보여준다. 이러한 연결은 아미노산의 카복실기를 동족 tRNA의 말단 3'-하이드록실기에 화학적으로 결합시키는 에스터 결합이다. 주어진 아미노아실-tRNA의 아미노산 부분이 구조적 완전성을 제공한다는 것이 발견되었다. tRNA 부분은 대부분의 경우 아미노산이 생장하는 폴리펩타이드 사슬에 통합되는 방법과 시기를 결정한다.
다른 아미노아실-tRNA는 아미노산과 tRNA 사이의 에스터 결합의 가수분해에 대해 다양한 유사 1차 속도 상수를 가지고 있다. 이것은 주로 입체 효과 때문이다. 입체 장애는 에스터 카보닐에 대한 분자 간 공격을 억제하는 데 도움이 되는 아미노산의 특정 곁사슬에 의해 제공된다. 이러한 분자 간 공격은 에스터 결합을 가수분해하는 역할을 한다.
가지사슬 아미노산 및 지방족 아미노산(발린 및 아이소류신)은 합성시 가장 안정적인 아미노아실-tRNA를 생성하는 것으로 입증되었으며, 가수분해 안정성이 낮은 것(예: 프롤린)보다 현저하게 긴 반감기를 가지고 있다. 발린 및 아이소류신의 입체 장애는 곁사슬의 β-탄소에 있는 메틸기로 인한 것이다. 전반적으로 결합된 아미노산의 화학적 성질은 아미노아실-tRNA의 안정성을 결정하는 역할을 한다.
나트륨, 칼륨 및 마그네슘 염으로 인해 증가된 이온 강도는 아미노아실-tRNA의 아실 결합을 불안정하게 하는 것으로 나타났다. 증가된 pH는 또한 결합을 불안정하게 만들고 아미노산의 α-탄소의 아미노기의 이온화를 변화시킨다. 하전된 아미노기는 유도 효과를 통해 아미노아실-tRNA 결합을 불안정하게 할 수 있다. 신장인자인 EF-Tu는 약한 아실 결합이 가수분해되는 것을 방지하여 결합을 안정화시키는 것으로 나타났다.
에스터 결합의 실제 안정성은 생리학적 pH 및 이온 농도에서 체내 가수분해에 대한 아미노아실-tRNA의 민감성에 영향을 미친다. 아미노아실화 과정이 안정한 아미노아실-tRNA 분자를 생성하여 폴리펩타이드 합성의 가속화 및 생산성을 제공하는 것이 열역학적으로 유리하다.

## 약물 표적화
테트라사이클린과 같은 특정 항생제는 아미노아실-tRNA가 원핵생물의 리보솜 소단위체에 결합하는 것을 방지한다. 테트라사이클린은 번역 동안 원핵생물의 리보솜의 A 부위 내에서 아미노아실-tRNA의 부착을 억제하는 것으로 알려져 있다. 테트라사이클린은 광범위한 항생제로 간주된다. 이들 약물은 그람양성세균, 그람음성세균 및 기타 비정형 미생물의 생장을 억제하는 능력을 나타낸다.
또한, TetM 단백질(P21598)은 일반적으로 그러한 작용을 억제하는 테트라사이클린으로 집중되어 있음에도 불구하고 아미노아실-tRNA 분자가 리보솜의 A 부위에 결합하도록 하는 것으로 밝혀졌다. TetM 단백질은 리보솜에 의존하는 GTP가수분해효소 활성을 나타내는 리보솜 보호 단백질로 간주된다. 연구에 따르면 TetM 단백질이 있으면 테트라사이클린이 리보솜에서 방출된다. 따라서 이것은 더 이상 테트라사이클린 분자에 의해 배제되지 않기 때문에 리보솜의 A 부위에 아미노아실-tRNA 결합을 허용한다. TetO는 TetM과 75% 유사하며 둘 다 EF-G와 약 45% 유사하다. 대장균 리보솜과 복합체의 TetM의 구조가 해결되었다.

## 같이 보기
- 아미노산
- tRNA
- 합성효소
- 아미노아실-tRNA 합성효소